# Flintville (Tennessee)
Flintville es un lugar designado por el censo ubicado en el condado de Lincoln en el estado estadounidense de Tennessee. En el Censo de 2010 tenía una población de 627 habitantes y una densidad poblacional de 45,48 personas por km².

## Geografía
Flintville se encuentra ubicado en las coordenadas 35°3′37″N 86°24′59″O / 35.06028, -86.41639. Según la Oficina del Censo de los Estados Unidos, Flintville tiene una superficie total de 13.79 km², de la cual 13.79 km² corresponden a tierra firme y (0%) 0 km² es agua.

## Demografía
Según el censo de 2010, había 627 personas residiendo en Flintville. La densidad de población era de 45,48 hab./km². De los 627 habitantes, Flintville estaba compuesto por el 95.06% blancos, el 0.8% eran afroamericanos, el 0.16% eran amerindios, el 0.48% eran asiáticos, el 0% eran isleños del Pacífico, el 1.28% eran de otras razas y el 2.23% pertenecían a dos o más razas. Del total de la población el 1.75% eran hispanos o latinos de cualquier raza.